# Staverton (Northamptonshire)
Staverton – wieś w Anglii, w hrabstwie Northamptonshire, w dystrykcie (unitary authority) West Northamptonshire. Leży 22 km na zachód od miasta Northampton i 111 km na północny zachód od Londynu. W 2001 miejscowość liczyła 468 mieszkańców.